# Carl Klæth
Carl Klæth (Steinkjer, Nord-Trøndelag, 3 de juliol de 1887 – Steinkjer, 16 d'agost de 1966) va ser un gimnasta noruec que va competir a principis del segle xx.
El 1908 va prendre part en els Jocs Olímpics de Londres, on va guanyar la medalla de plata en la prova del concurs complet per equips, com a membre de l'equip noruec. També disputà la prova individual, però es desconeix la posició final.